# 零陵地区
零陵地区为湖南省曾存在过的准行政区——地区，前身为中華民國湖南省「第九行政督察區」(之后改称“第七行政督察区”)，中华人民共和国成立后改称“永州专区”、“零陵专区”、“零陵地区”，1995年11月21日撤销，其辖域即为新成立的地级永州市辖域。

## 永州专区
1949年10月，成立永州专区。辖原第九行政督察区所属8县即零陵县、祁阳县、新田县、宁远县、江华县、道县、东安县和永明县，专署驻零陵县。

## 零陵专区
- 1950年，永州专区更名为零陵专区。
- 1952年11月13日，零陵专区撤销，原辖8县零陵县、祁阳县、新田县、宁远县、江华县、道县、东安县和永明县全部划归湘南行政区。
- 1962年10月30日，复置零陵专区，自衡阳专区划入零陵县、宁远县、江永县(原名：永明县)、道县、东安县和江华瑶族自治县计5县1自治县，郴州专区划入新田县和蓝山县；零陵专区共辖7县、1自治县；专署驻零陵县。
- 1964年5月14日，自零陵县、道县、宁远县三县部分区域析置县级潇水林区管理局。零陵专区共辖7县、1自治县、1管理局。

## 零陵地区
- 1968年9月，零陵专区改称“零陵地区”。
- 1969年12月16日，潇水林区管理局改置为双牌县；零陵地区辖8县、1自治县。
- 1982年1月23日，自零陵县析置永州市；零陵地区辖永州市，零陵县、宁远县、江永县、道县、东安县、新田县、蓝山县和双牌县，江华瑶族自治县，共计1市、8县、1自治县，行署驻零陵县。
- 1983年2月8日，衡阳地区撤销，祁阳县划归零陵地区，零陵地区辖1市、9县、1自治县，行署驻零陵县。
- 1984年6月22日，撤销零陵县，设立冷水滩市，以零陵县部分地区为其行政区域，原零陵县其他地区并入(县级)永州市。零陵地区辖永州市、冷水滩市，宁远县、江永县、道县、东安县、新田县、蓝山县、双牌县和祁阳县，江华瑶族自治县，共计2市、8县、1自治县；行署驻永州市。

## 地改市
1995年11月21日，撤销零陵地区，新建地级永州市；原零陵地区辖域为新成立地级永州市辖域；原县级永州市、冷水滩市调整为二个市辖区。调整后的县级行政区如下：
- 2个市辖区：撤销县级永州市、冷水滩市，成立芝山区、冷水滩区；
- 8个县：宁远县、江永县、道县、东安县、新田县、蓝山县、双牌县和祁阳县；
- 1个自治县：江华瑶族自治县。